# Madeleine Pelletier
Marie Anne Madeleine Pelletier (Parigi, 18 maggio 1874 – Épinay-sur-Orge, 29 dicembre 1939) è stata una psichiatra, anarchica e femminista francese.

## Biografia

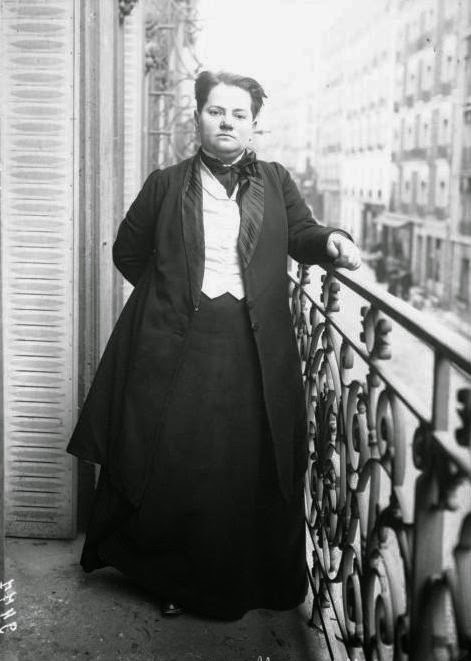
Madeleine Pelletier (22 marzo 1910)

Nacque a Parigi in una famiglia povera. Suo padre, Louis Pelletier, ex tassista, rimane paralizzato dopo un ictus nel 1878. Sua madre, Anne Passavy, commerciante di ortaggi - nata da padre ignoto, poco affettuoso, monarchico e molto credente - era monopolizzata dalle cure al marito malato, dalla gestione del negozio di frutta e verdura di famiglia, situato in un quartiere povero, rue des Petits-Carreaux e dalle sue dodici gravidanze. Nella famiglia sopravvissero solo Madeleine e un fratello maggiore, Louis. Dopo la partenza di Louis, Anne visse dall'età di dieci anni come figlia unica, poi a quindici anni da sola con la madre in seguito alla morte del padre.
La sua infanzia fu infelice, le sue opinioni politiche e filosofiche contrastavano spesso con quelle della madre. All'età di dodici anni smise di studiare, iniziò ad interessarsi di politica e dall'età di tredici anni partecipò alle riunioni serali. Intorno ai quindici anni frequentava i circoli anarchici, ma si rese conto della necessità di avere un'istruzione, motivo per il quale decise di prendere il baccalaureato da sola. Una volta diventata maggiorenne, prende per nome Madeleine. Sua madre continuò ad ospitarla, ma si rifiutò di pagare i libri. La sua morte, poco dopo, accentuò le difficoltà di Anne. Trovò sostegno in Charles Letourneau, un medico che ebbe anche lui un inizio difficile in una famiglia povera, la cui vita migliorò in seguito ad un'eredità inaspettata. Letourneau prese in simpatia Madeleine e le assicurò un sostegno finanziario e intellettuale.
Nel 1896 Pelletier sostenne la prima prova di maturità all'età di ventidue anni, ottenendo 90 punti su 160, il voto minimo per accedere alla seconda parte della prova. Nel 1897, la superò brillantemente, con un punteggio di 90 punti su 120, che le valse la menzione "Molto buono". Si iscrisse quindi al PCN (Certificato di studi fisici, chimici e naturali) per diventare medico. Nel 1901 divenne supplente presso il manicomio di Villejuif e, nell'autunno del 1902, assunse la funzione di stagista presso il centro parto Baudelocque. Tuttavia, il suo interesse maggiore andava verso l'antropologia, un campo in cui i medici di MS 10 brillavano all'epoca.

## Attività

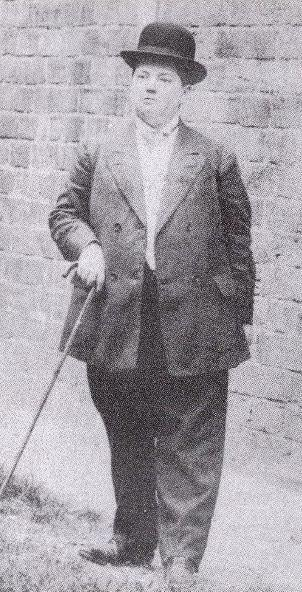
"Una bombetta, un abito da uomo e un bastone, che la fanno assomigliare a Oliver Hardy" (Hélène Soumet)

### Antropologia
La Pelletier studiò antropologia e in particolare il rapporto tra le dimensioni del cranio e l'intelligenza seguendo le teorie di Paul Broca con Charles Letourneau e Léonce Manouvrier. Contestò il presupposto della superiorità dell'intelligenza dell'uomo su quella della donna in base alla proporzione del volume del cranio, associando le misure craniche delle donne ad uno spessore minore delle loro ossa. Aderì invece all'idea di una superiorità della "razza bianca" in base alle misurazioni craniche. Infine, in seguito alle contestazioni sull'inferiorità intellettuale delle donne, ruppe con l'antropologia.
Nel novembre 1902, tentò di iscriversi al concorso come internista ma la sua richiesta venne rifiutata in quanto il concorso era riservato a persone che godevano dei diritti politici. Le donne, non avendo diritto di voto, 
erano quindi automaticamente escluse. Madeleine Pelletier fece di tutto per far sì che questa regola venisse abolita. Supportata dal quotidiano femminile La Fronde e dai membri della giuria che la conoscevano, fu finalmente autorizzata a partecipare al concorso nel 1903. Nello stesso anno discusse la sua tesi intitolata L'Associazione delle idee nella mania acuta e nella debilitazione mentale. Nel 1906 divenne la prima dottoressa francese a laurearsi in psichiatria.

### Psichiatria
Interrotta la sua attività di antropologa, esercitò come psichiatra; fu la prima donna in Francia a sostenere l'esame per l'internato in psichiatria.
Per quattro anni lavorò nei manicomi psichiatrici di Seine, prima presso il centro ospedaliero Sainte-Anne poi presso il manicomio Villejuif con la collega Constance Pascal che partecipò al tirocinio in psichiatria nello stesso anno (anno accademico 1902/1903).
A marzo del 1906 fallì il concorso di aiutante di campo e iniziò a lavorare come medico nel 14º arrondissement di Parigi. Poiché il suo studio era raramente frequentato, si iscrisse nell'elenco dei medici notturni. Poteva quindi essere chiamata in qualsiasi momento e per prendersi soprattutto cura dei più poveri, accompagnata da un agente di polizia. Si trasferì più volte, sempre in quartieri poveri.

## Attivismo

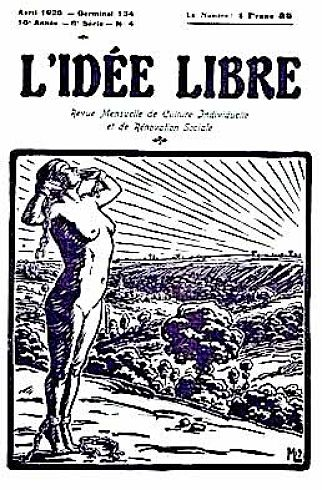
L'Idée libre (aprile 1926)

### Massoneria
Era impegnata nella frammassoneria, che allora era una vera forza politica, alla quale aderì nel maggio 1904, avendo poi all'interno di essa vari incarichi. Cercò di muovere la massoneria francese ad accettare in ogni loggia l'ingresso alle donne, essendo le logge miste soltanto tollerate. La sua insistenza per fare entrare le donne anche nelle logge solo maschili arrivò al punto da degenerare in litigio con un fratello massone, che la Pelletier minacciò con una pistola dopo avere sottratto l'arma all'uomo e questo ne causò prima la sospensione per un mese; eppure nonostante le lotte intestine, fu creata un'ulteriore loggia mista femminista, battezzata dalla Pellettier "Stuart Mill" in onore del filosofo suffragista John Stuart Mill. Ma, nel settembre del 1907, la Pelletier fu esclusa dalla massoneria. La "Stuart Mill" avrebbe continuato le sue attività in maniera "indipendente" almeno per un altro paio di anni.

### Femminismo
Nel 1906, Pelletier divenne segretaria del gruppo femminista La Solidarité des femmes (La solidarietà delle donne) fondato da Eugénie Potonié-Pierre e guidato fino ad allora da Caroline Kauffmann. Venne accolta molto bene, ma continuò a lottare per infondere un attivismo più rivendicativo, facendo diventare il gruppo l'organizzazione femminista più radicale dell'epoca. Sostenne l'aborto e l'amore lesbico; nel 1908 rappresentò il gruppo durante le manifestazioni di Hyde Park per il suffragio femminile e fondò anche una pubblicazione sul tema, dal titolo La suffragiste. Fu impegnata come attivista fin da adolescente in gruppi anarchici e in seguito militò nell'attivismo socialista fece parte del partito socialista francese, seguendolo nel consiglio nazionale fino alla Prima Guerra mondiale e rappresentandolo in diversi congressi nazionali, fino a diventare membro dell'esecutivo nel 1910.

### Neo-malthusianesimo
Fu particolarmente attiva nel movimento neo-mathusiano francese, col quale coincidevano le sue idee a favore del controllo delle nascite e dell'aborto che per i neo-maltusiani era uno dei modi di liberazione del proletariato e per Pelletier uno strumento per la liberazione dal predominio maschile; scrisse per il periodico Le Néo-Malthusian. Proprio per contrastare il ricorrere diffuso all'aborto, in rinforzo alla legge già esistente (l'articolo 317 del 1810 del Codice penale francese) con l'intento di ripopolare il paese dopo la guerra, fu varata un'altra legge nel 1923 che prevedeva l'arresto e la reclusione per chi causava un aborto e che seguiva di pochi anni una legge  (detta la loi scélerate, la legge scellerata) contro i neo-malthusiani. Oltre a battersi a favore dell'aborto, Pelletier scrisse diversi libri sull'argomento dei diritti delle donne e anche sull'autodeterminazione sessuale tra cui La femme en lutte pour ses droits (La donna in lotta per i suoi diritti) (1908), Idéologie d'hier: Dieu, la morale, la patrie (Ideologia di ieri, Dio, la morale, la patria) (1910),  Le Droit à l'avortement (Il diritto all'aborto) (1913), L'émancipation sexuelle de la femme (L'emancipazione sessuale della donna) (1913) e L'éducation féministe des filles (L'educazione femminista delle ragazze) (1914).

## Convinzioni
Pelletier mostrava le sue convinzioni nel modo di vestirsi (si abbigliava spesso come un uomo) e nel comportamento sociale. Rifiutava il concetto di femminilità, giudicandolo un artefatto, portava i capelli corti, rifiutò di sposarsi, mantenendo il nubilato e la verginità.. Scrisse di sé a tal proposito "mostrerò il mio [seno] quando gli uomini adotteranno un tipo particolare di pantalone per mostrare il loro...".
Viaggiò nell'Unione Sovietica nel 1921 e dopo il suo ritorno scrisse Mon Voyage aventureux en Russie communiste (Il mio avventuroso viaggio nella Russia comunista), pubblicato per la prima volta in La Voix de la Femme alla fine del 1921 e come volume separato nel 1922. Era rimasta particolarmente colpita dalla libertà delle donne a Mosca, dal fatto che molte avessero i capelli corti, dalla loro libertà nelle azioni e dalla mancanza di civetteria, Si iscrisse al Partito Comunista Francese fin dalla sua nascita ma lo lasciò nel 1926 professando in seguito l'anarchismo.
Fu colpita da un ictus nel 1937. Continuò tuttavia la sua battaglia per i diritti delle donne e per la legalizzazione dell'aborto, e, anche se non poteva praticarlo lei stessa, vi sovrintendeva. Fu arrestata per questo nel 1939 e fu internata in manicomio, dove la sua salute fisica e mentale cedettero. Morì dopo pochi mesi.

## Opere
- L'Admission des femmes dans la Franc-maçonnerie, 1905.
- L'Idéal maçonnique, L'Acacia, marzo 1906, Testo sul portale delle Biblioteche francesi Gallica.
- Le Féminisme et ses militantes, Les documents du progrès, luglio 1909, Leggere online.
- La Prétendue infériorité psychophysiologique des femmes, La Revue socialiste, gennaio 1908, testo integrale.
- La question du vote des femmes, 1909.
- Une seule morale pour les deux sexes, La suffragiste, 1910, Leggere online.
- Avortement et dépopulation, La suffragiste, maggio 1911, Leggere online.
- Justice sociale, Giard et Brière, 1913, Testo integrale sul portale delle Biblioteche francesi, Gallica.
- Le Droit à l'avortement, Éditions du Malthusien, 1913.
- L'anti - féminisme de M. Clemenceau, La Suffragiste, maggio 1913 Leggere online.
- Dieu, la morale, la patrie, Giard, 1916.
- In anima vili ou un crime scientifique, L'Idée libre, 1920.
- Le célibat, État supérieur, imprimerie Caennaise, 1923 Leggere online.
- Supérieur, drame des classes sociales en cinq actes, Lorulot, 1923.
- La Morale et la loi, 1926.
- De la prostitution, L'Anarchie, novembre 1928, notizia.
- Capitalisme et communisme, Nizza, 1926.
- L'État éducateur, 1931.
- La guerre est-elle naturelle ? Le droit au travail pour la femme, La Brochure mensuelle, 1931.
- Une vie nouvelle, 1932.
- La Rationalisation sexuelle, Parigi, 1935.